# Maleu-kilenge
Le maleu-kilenge (ou idne) est une des langues ngero-vitiaz parlée par 5 200 locuteurs (recensement de 1983) et par 1 561 Kilenge, dans la province de Nouvelle-Bretagne occidentale, dans la pointe occidentale du district de Talasea. Il comporte les dialectes suivants : Maleu, Kilenge (Kaitarolea). La similarité entre les lexiques du maleu et celui du kilenge est de 93 %. Stephen Wurm et Hattori ainsi que Malcolm Ross (1988) les considèrent comme des langues séparées. C'est une langue SVO.

## Code de langue IETF
- Code de langue IETF : mgl